# Amo (album)
Amo is het zesde studioalbum van de Britse metalband Bring Me the Horizon.

## Track listing
| 1.                 | I Apologise If You Feel Something     | 2:19 |
| 2.                 | Mantra                                | 3:53 |
| 3.                 | Nihilist Blues (featuring Grimes)     | 5:25 |
| 4.                 | In the Dark                           | 4:31 |
| 5.                 | Wonderful Life (featuring Dani Filth) | 4:34 |
| 6.                 | Ouch                                  | 1:49 |
| 7.                 | Medicine                              | 3:47 |
| 8.                 | Sugar Honey Ice & Tea                 | 4:21 |
| 9.                 | Why You Gotta Kick Me When I'm Down?  | 4:28 |
| 10.                | Fresh Bruises                         | 3:18 |
| 11.                | Mother Tongue                         | 3:37 |
| 12.                | Heavy Metal (featuring Rahzel)        | 4:00 |
| 13.                | I Don't Know What to Say              | 5:52 |
| Totale duur: 51:54 |                                       |      |